# Ibne Abde Aláqueme
Abu Alcaim Abderramão ibne Abedalá ibne Abde Aláqueme ibne Aiane Coraxi Almáceri (em árabe: أبو القاسم عبد الرحمن بن عبد الله بن عبد الحكم بن اعين القرشي المصري; romaniz.: Abu'l Qāsim ʿAbd ar-Raḥman bin ʿAbdullah bin ʿAbd al-Ḥakam bin Aʿyan al-Qurashī al-Mașrī), melhor conhecido somente como ibne Abde Aláqueme (c. 803 — Fostate, 870 ou 871), foi historiador egípcio, autor de História da Conquista do Egito e Norte da África e Espanha. O pai do autor e seu irmão Maomé foram seguidores da corrente de direito islâmico maliquita.
Seu trabalho foi um dos primeiros dos árabes contando as conquistas islâmicas dos países. Este trabalho foi escrito entre 150-200 anos após os eventos descritos, e mistura lendas a acontecimentos. Ele é lembrado frequentemente pelos últimos historiadores islâmicos. Parte do livro que fala sobre a conquista islâmica da Espanha, traduzido para o inglês por John Harris Jones (Gottingen, W. Fr. Kaestner, 1858, pp. 18–22), está disponível online no site Internet Medieval Sourcebook.